# Nebamun
| i | mn · n · nb | A52 |

| i | mn · n · nb | A52 |

Nebamun byl egyptský úředník za Nové říše. Předpokládá se, že žil zhruba 1350 př. n. l. a pracoval v chrámovém komplexu poblíž Théb. Jeho jméno znamená v překladu „Můj pán je Amun“.
Nebamun je dnes známý hlavně díky objevu jeho bohatě zdobené hrobky (objevena roku 1820) v Thébách. Ačkoliv je lokace hrobky dnes ztracena, v Britském muzeu jsou některé malby vystaveny. Jsou považovány za nejcennější sbírky tohoto muzea.

## Galerie

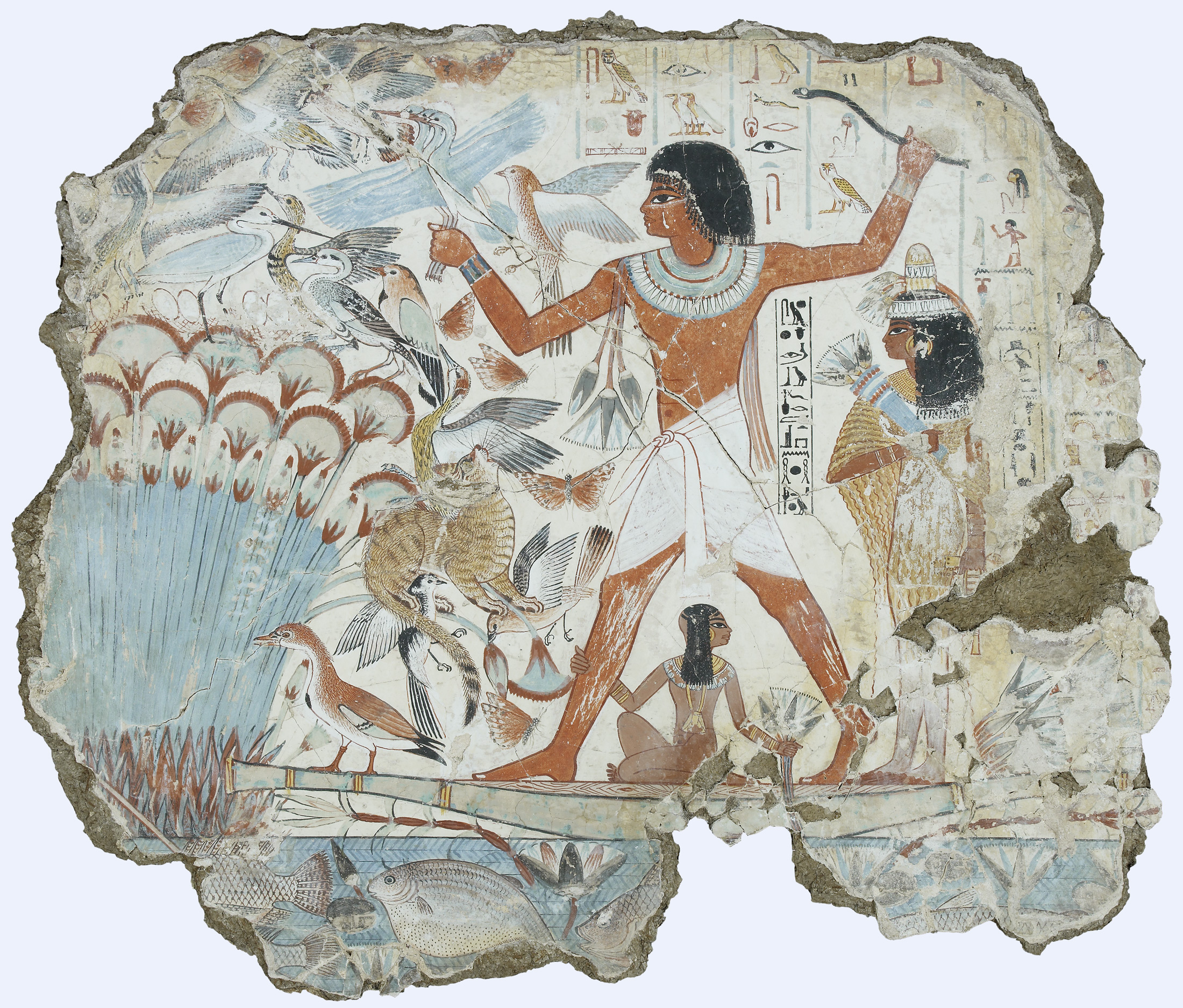
Scéna z lovu
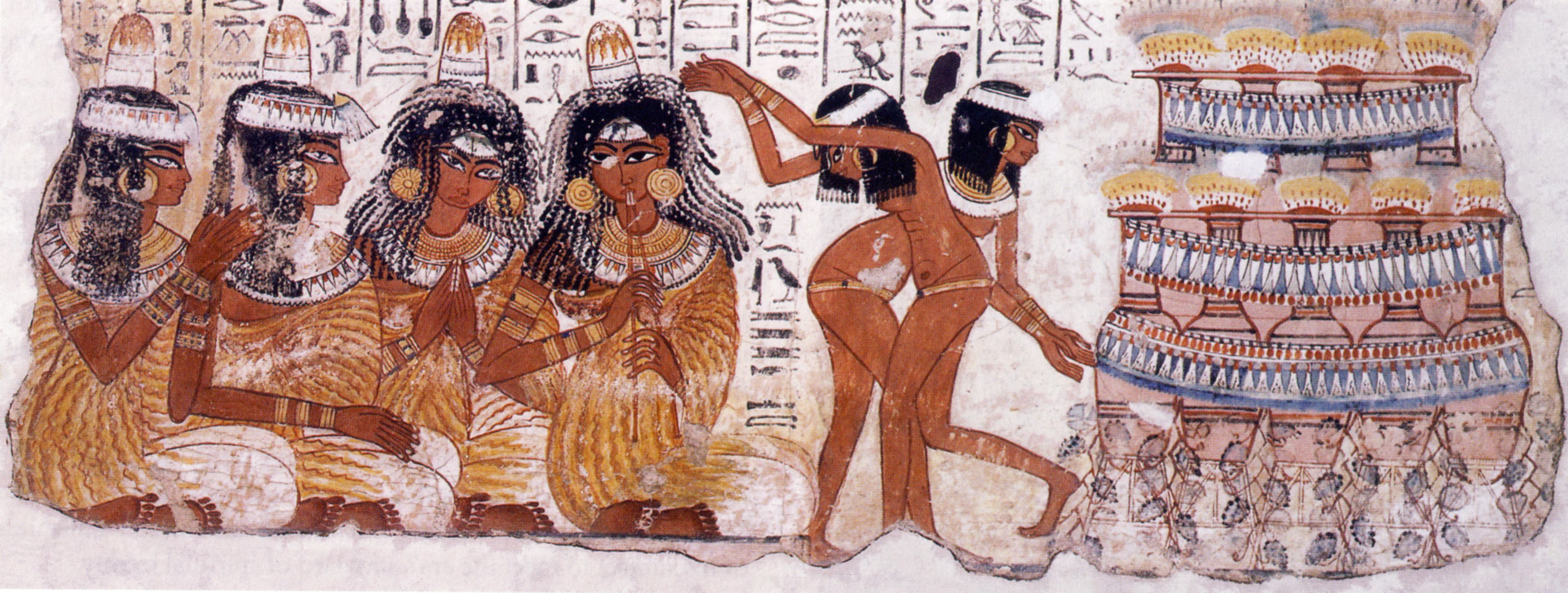
Tanečnice a hudebnice
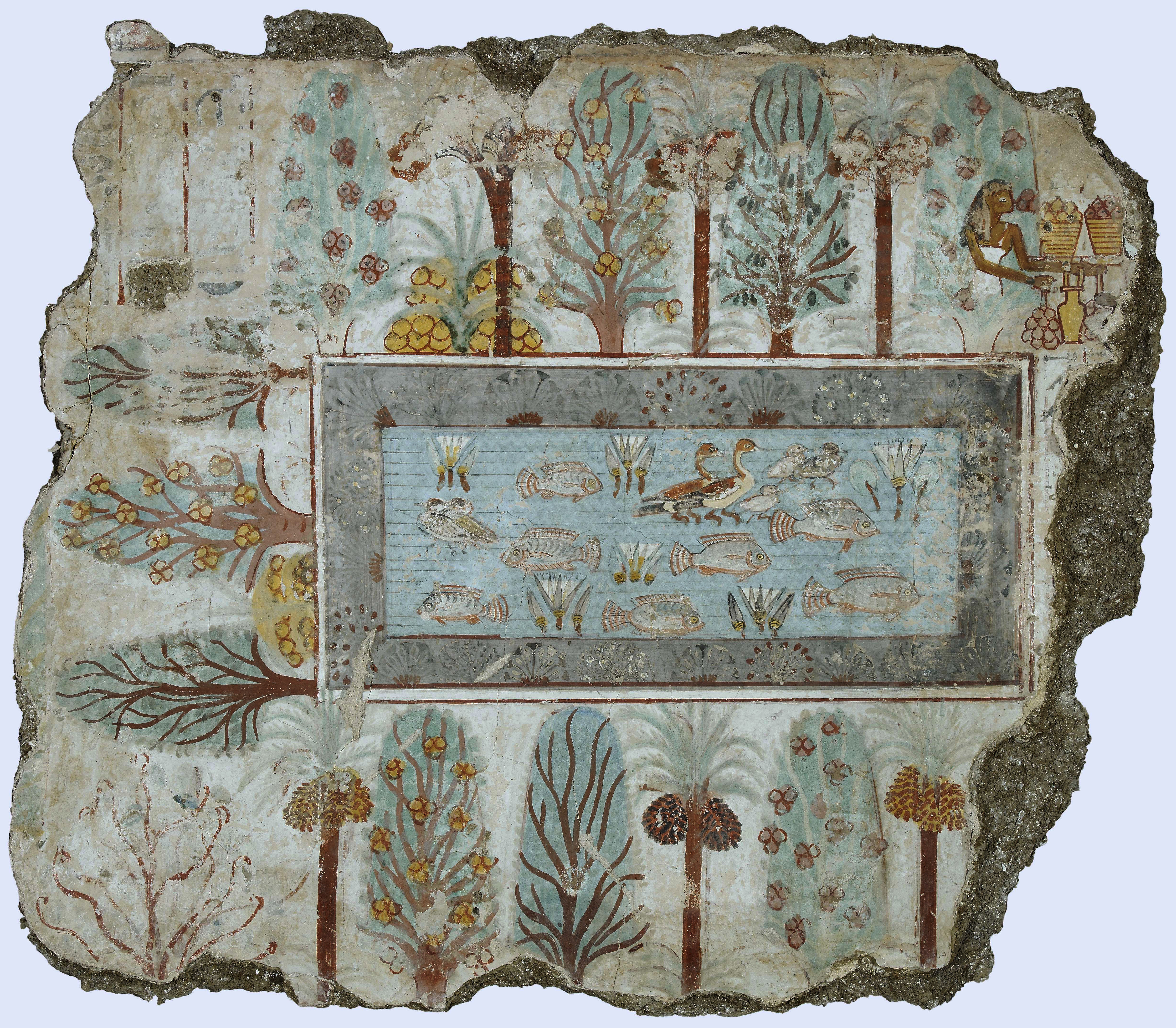
Rybník v zahradě z Hrobky Nebamuna, Théby
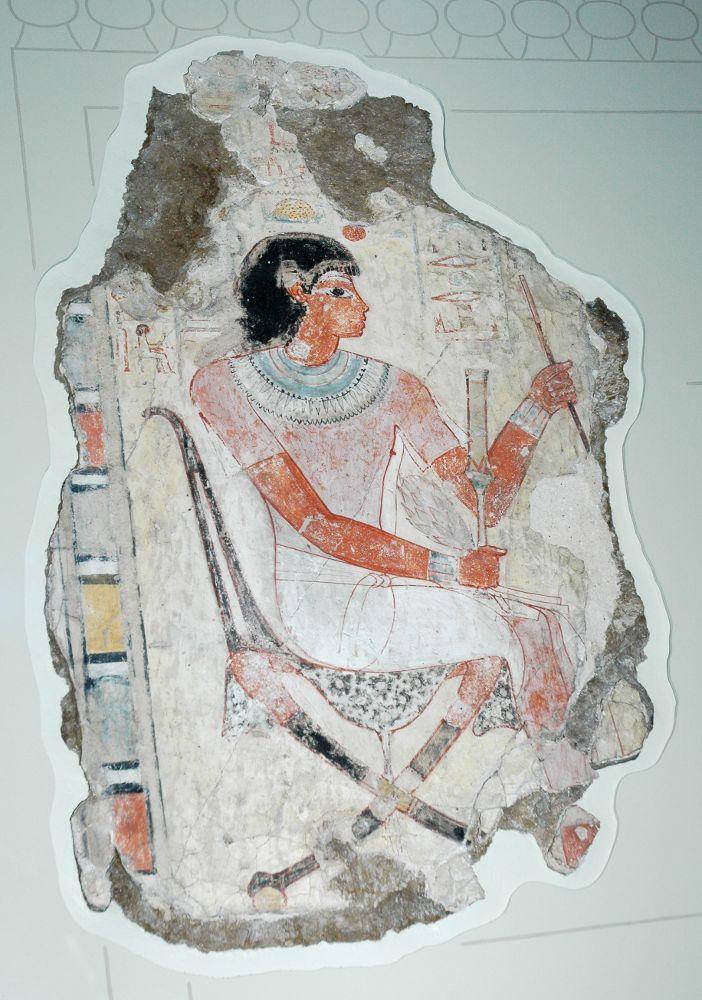
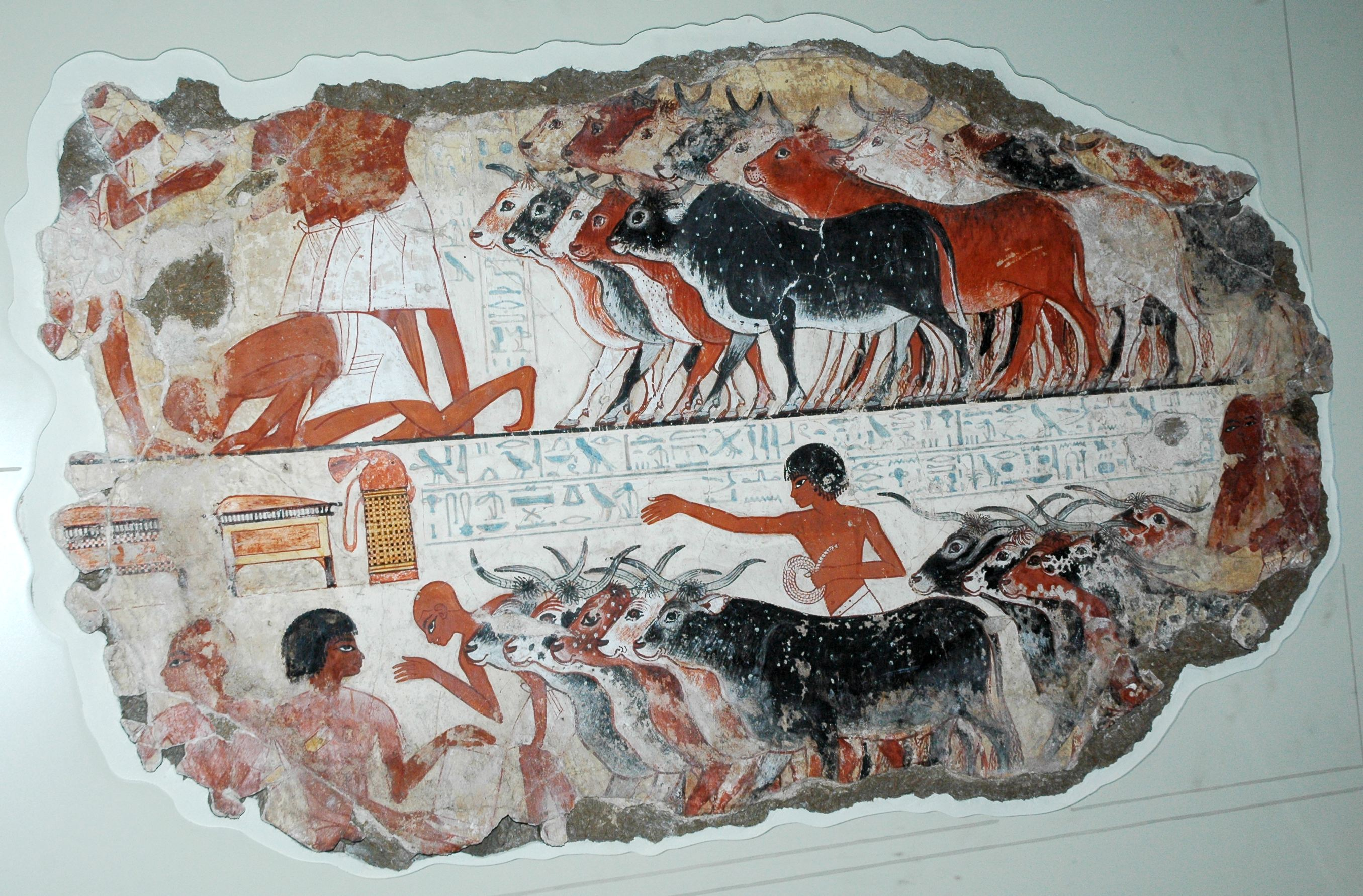
Scéna s dobytkem
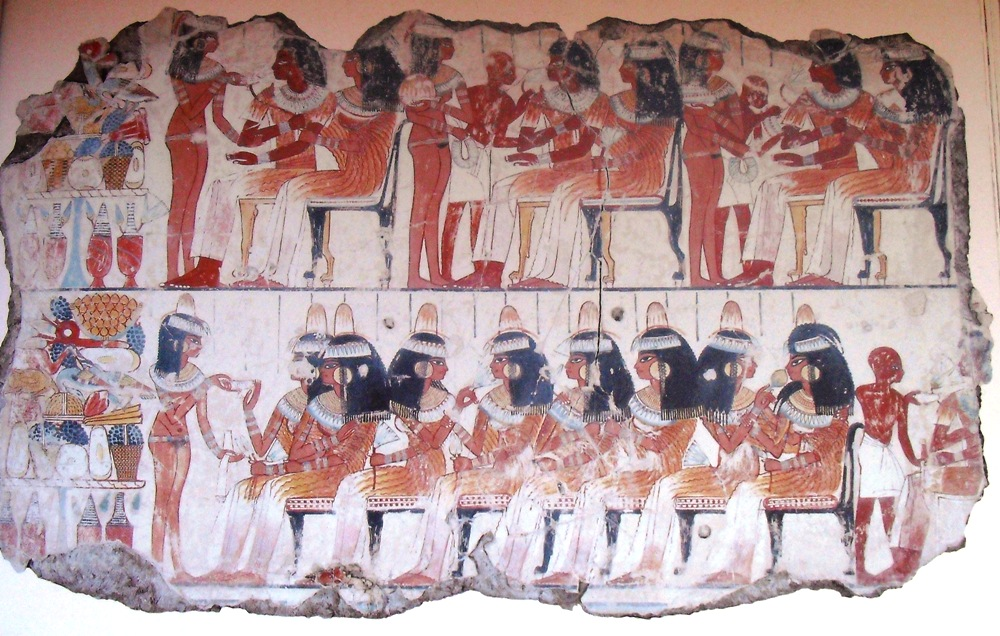